# Barra d'Alcântara
Barra D'Alcântara es un municipio brasileño del estado del Piauí. Tiene una población estimada, en 2021, de 3953 habitantes.

## Localización
| Noroeste: Francinópolis | Norte: Elesbão Veloso          | nordeste: Nuevo Oriente del Piauí |
| Oeste: Marisma Gran     |                                | Este: Nuevo Oriente del Piauí     |
| Sudoeste: Marisma Gran  | Sur: Tanque del Piauí y Oeiras | Sudeste: Nuevo Oriente del Piauí  |

## Geografía
Se localiza a una latitud 06º31'00" sur y a una longitud 42º06'52" oeste, estando a una altitud de 310 metros.
Posee un área de 263,94 km².